# SVU Volleybal
SVU Volleybal is een studenten volleybalvereniging in Amstelveen en is verbonden aan de Vrije Universiteit Amsterdam.

## Profiel
SVU Volleybal is opgericht in 1969 en is daarmee een van de oudste studentenvolleybal verenigingen van Nederland. Echter heeft zij pas in 2006 formele rechtspersoonlijkheid aangenomen, vanwege het groeiend aantal leden. De club telt ruim 220 leden, verdeeld over twaalf wedstrijdteams (acht dames en vier herenteams), uitkomend in de promotie t/m de 6e klasse van de NeVoBo competitie regio Holland. Ook heeft zij een actieve recreantenafdeling.
Karakteriserend voor de club is het grote aantal actieve leden. Gemiddeld 50% van alle leden is actief in een commissie wat in belangrijke mate bepalend is voor de sfeer. Naast het volleyballen karakteriseert de club zich op deze wijze als semi-studentenvereniging.

## SVU Toernooien
SVU Volleybal is nationaal en internationaal bekend om de twee studenten toernooien die zij jaarlijks organiseert, en het organiseren van een beachcompetitie voor studenten.

### Het Internationaal Toernooi
Het Internationaal Studententoernooi is een jaarlijks terugkerend evenement, altijd gehouden in het derde weekend van november. Tientallen teams vanuit geheel Europa komen naar Amstelveen voor een weekend lang sportief volleybal en daaromheen veel ontspanning en feest.
Hoewel het Internationaal Toernooi dit jaar voor de 17e keer werd georganiseerd, wordt het succes steeds groter. Dit jaar ontving SVU Volleybal reacties uit landen als Oezbekistan, Moldavië, Griekenland, Groot-Brittannië, Spanje, Italië, Oostenrijk, Zwitserland, Duitsland, Frankrijk en België.

### Het Nachttoernooi
Het nachttoernooi wordt jaarlijks gehouden in februari en is bedoeld voor alle Nederlandse Studentenvolleybal verenigingen. In de avond en 's nachts wordt een toernooi gespeeld dat wordt afgesloten met een feest.

### Beachcompetitie
In de zomermaanden organiseert SVU Volleybal een beachcompetitie voor studenten op de VU campus.